# دنفرملاين (غرينادا)
دنفرملاين هي بلدة في أبرشية سانت أندرو في شرق غرينادا.
تقع البلدة شمال غرنفيل، إلى جانب بارادايس، وسيمون، وتيليسكوب.